# Smoky Hills
 Coordenadas : formato inválido

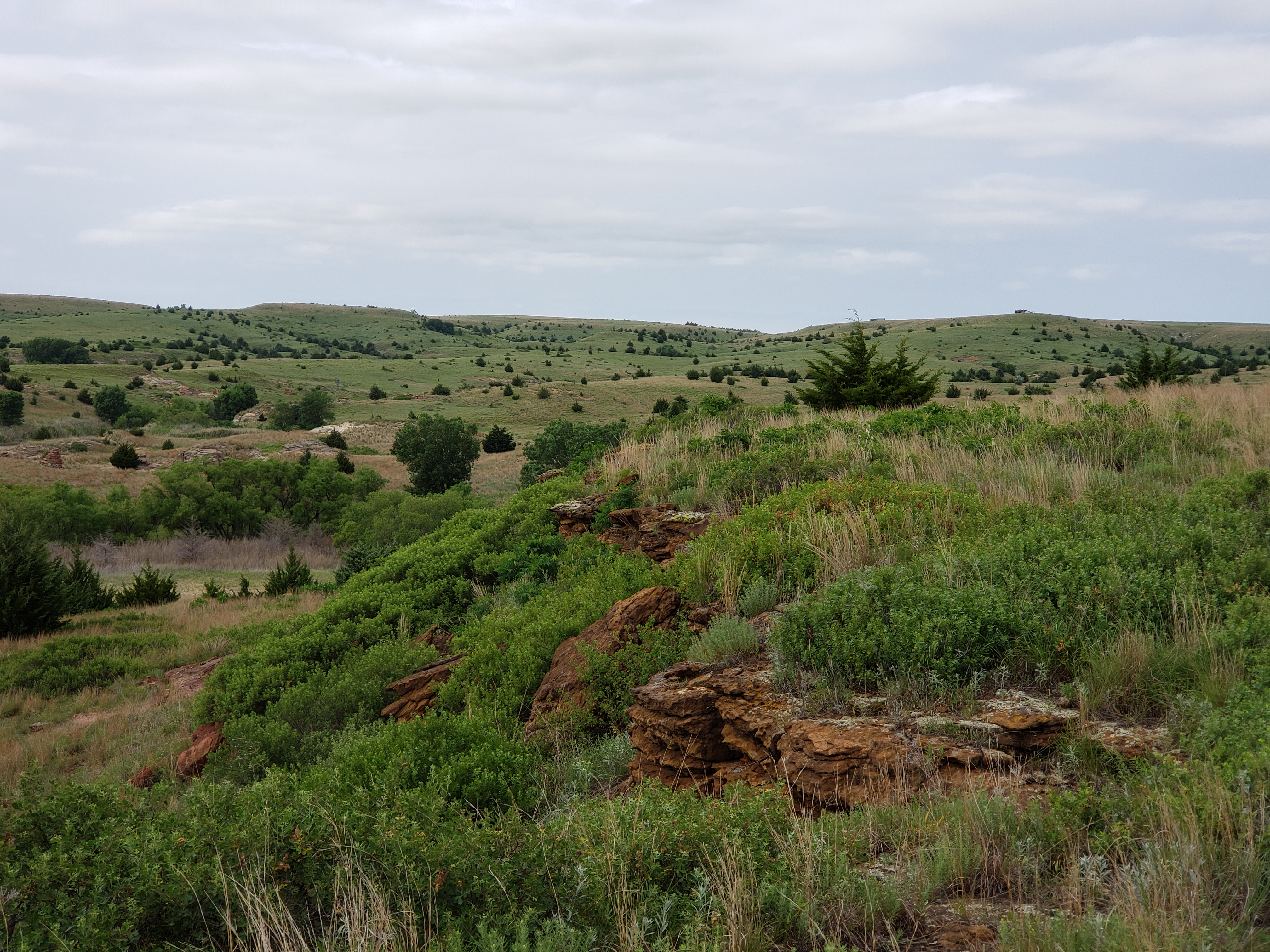

Os Smoky Hills (literalmente montes fumegantes) são um conjunto de montes na zona norte central do Kansas, EUA. Nestes montes encontram-se muitas formações rochosas interessantes e escarpas, estas escarpas formaram-se devido ao escoamento de rios para o mar que em tempos cobriu a área.